# Xenopoecilus poptae
Xenopoecilus poptae é uma espécie de peixe da família Adrianichthyidae.
É endémica da Indonésia.